# Enkomponentsbränsle
Enkomponentsbränsle är en relativt stabil kemikalie eller en blandning av  kemikalier som under speciella förhållanden kan sönderfalla i en exoterm reaktion och därmed frigöra lagrad energi. Det som skiljer enkomponentsbränslen från andra bränslen är att de kan frigöra sin energi utan tillskott av oxideringsmedel som syre och därmed kan användas under vatten eller i vakuum.
Termen enkomponentsbränsle är vanligtvis reserverad för flytande bränsle inom teknisk litteratur. Ett fast bränsle är underförstått alltid enkomponentsbränsle eftersom ingredienserna blandas redan vid tillverkningen.

## Flytande bränslen
Exempel på flytande enkomponentsbränslen:
- Hydrazin sönderfaller vid kontakt med katalysatorn iridium till ammoniak, kvävgas och vätgas.
- Väteperoxid sönderfaller vid upphettning till vattenånga och syrgas.
- Isopropylnitrat sönderfaller vid upphettning till bland annat acetaldehyd, nitrometan, koldioxid och kvävedioxid.
- Ottobränsle 2 sönderfaller vid upphettning till kolmonoxid, vattenånga och kvävgas.

Utveckling pågår för att ta fram miljövänliga alternativ av raketbränsle för att ersätta det giftiga och cancerogena hydrazinet (2016).

## Fasta bränslen
Drivmedel med fastbränsle klarar alla kvalifikationer för att beskrivas som enkomponentsbränsle, men vanligtvis säger man endast fastbränsle om dessa.
Exempel på fasta enkomponentsbränslen:
- ammoniumperklorat-baserade
- ammoniumnitrat-baserade
- Kaliumnitrat + Socker
- Zink + Svavel
- Svartkrut

## Enkelhet
Man väljer enkomponentsbränslen när behovet av enkelhet och pålitlighet väger tyngre än behovet av hög prestanda.